# Place Gabriel-Rambaud
La place Gabriel-Rambaud, anciennement place de la Martinière, est une place publique du quartier de la Martinière dans le 1er arrondissement de Lyon, en France.

## Origine du nom
Gabriel Rambaud, né en 1877 à Tournon et mort le 21 décembre 1933 à son domicile du 50 quai Saint-Vincent à Lyon, est un architecte, chevalier de la légion d'honneur, croix de guerre et premier-adjoint au maire.

## Description
La rue de la Martinière est percée vers 1830, derrière le couvent des Augustins, occupé à partir de 1834 par l'école de la Martinière pour garçons grâce aux dons de Claude Martin. Deux halles sont construites de part et d'autre de la rue, entre 1838 et 1840. Deux espaces résiduels, formés à l'est et au sud des halles, prennent le nom de place de la Martinière. La porte principale de l'école de la Martinière (actuel lycée technique La Martinière-Terreaux) donne sur cette place.
En 1903, la place est agrandie, après la démolition de la halle sud de la Martinière pour permettre l'élargissement de la rue de la Martinière.
Au centre de la place se trouve le Monument aux Grands Hommes de la Martinière réalisé par Charles Textor (œuvre posthume). Les bustes en bronze représentent les fondateurs et les précurseurs de l'école de la Martinière : Claude Martin, Charles-Henri Tabareau, Gaspard Alphonse Dupasquier et Louis Dupasquier. Les bustes de ces quatre personnalités occupent chacune des quatre faces du monument, orné de quelques bas-reliefs. Le monument est inauguré le 10 décembre 1911.
La place de la Martinière est nommée place Gabriel-Rambaud en 1934.

## Halles de la Martinière
Un projet de marché est envisagé en 1810. En 1836, l'architecte René Dardel propose l'édification d'un bâtiment, mais ce projet est rejeté par le Conseil des bâtiments civils. Il imagine alors deux halles symétriques, sous la forme  de deux rectangles ouverts sur l'extérieur, sous une toiture en charpente soutenue par quatre piliers d'angle et une série de colonnes. La toiture est surmontée d'un lanternon reposant sur de petites colonnes pour permettre une bonne aération. La pierre de taille, utilisée pour le soubassement, provient de Crussol. La charpente est construite en bois de sapins.
En octobre 1837, Pierre Legrand est choisi comme maître d'œuvre. Les deux halles sont construites entre 1838 et 1840 de part et d'autre de la rue. Ces deux halles ont une surface de 2200 mètres carrés. Elles offrent 112 emplacements de boutiques, alors spécialisées dans la vente des produits laitiers, des œufs, de la volaille. Les clients ne sont pas seulement les habitants du quartiers, mais ils viennent de toute la Presqu'île.
En 1869, l'architecte Tony Desjardins propose une restauration générale du marché ; cette restauration a lieu en 1870.
Un incendie détruit la halle sud dans la nuit du 9 au 10 décembre 1873. Reconstruite à l'identique en 1874, par l'architecte Abraham Hirsch, cette halle est démolie en 1903 pour permettre l’élargissement de la rue de la Martinière.
Dans les années 1960, les commerçants demandent l'isolation de la halle par des murs en béton.
Après une réfection d'ensemble de 2011 à 2017, les halles sont réouvertes. L'épicerie propose des produits bio et écoresponsables et des produits frais en circuits courts.

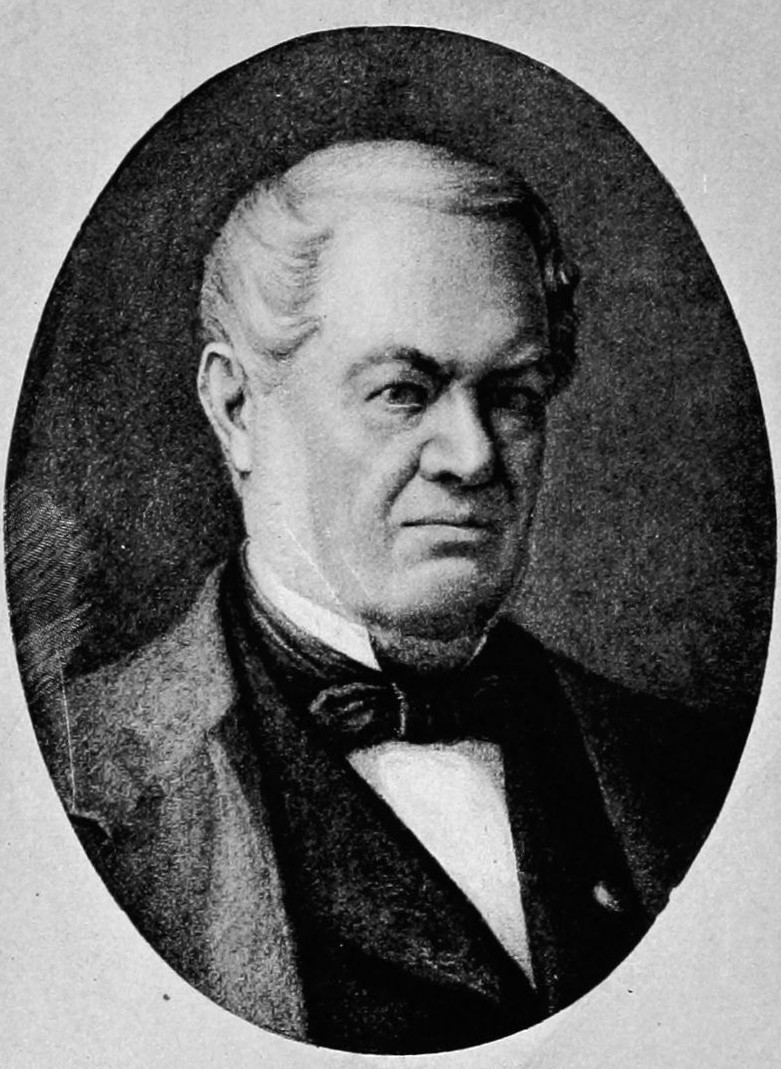
René Dardel, créateur des halles, peint par Louis Bardey.
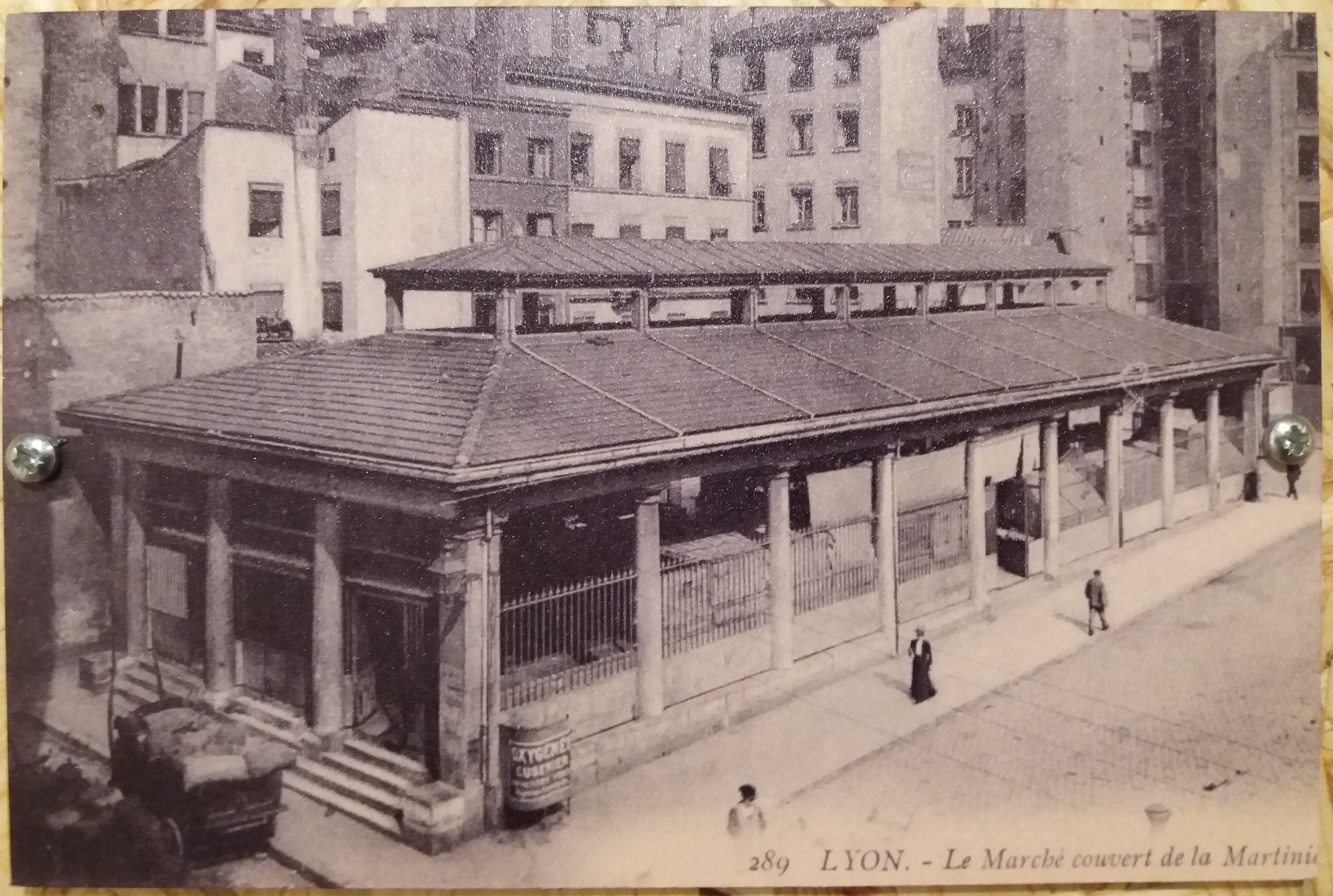
La halle au début du XXe siècle.
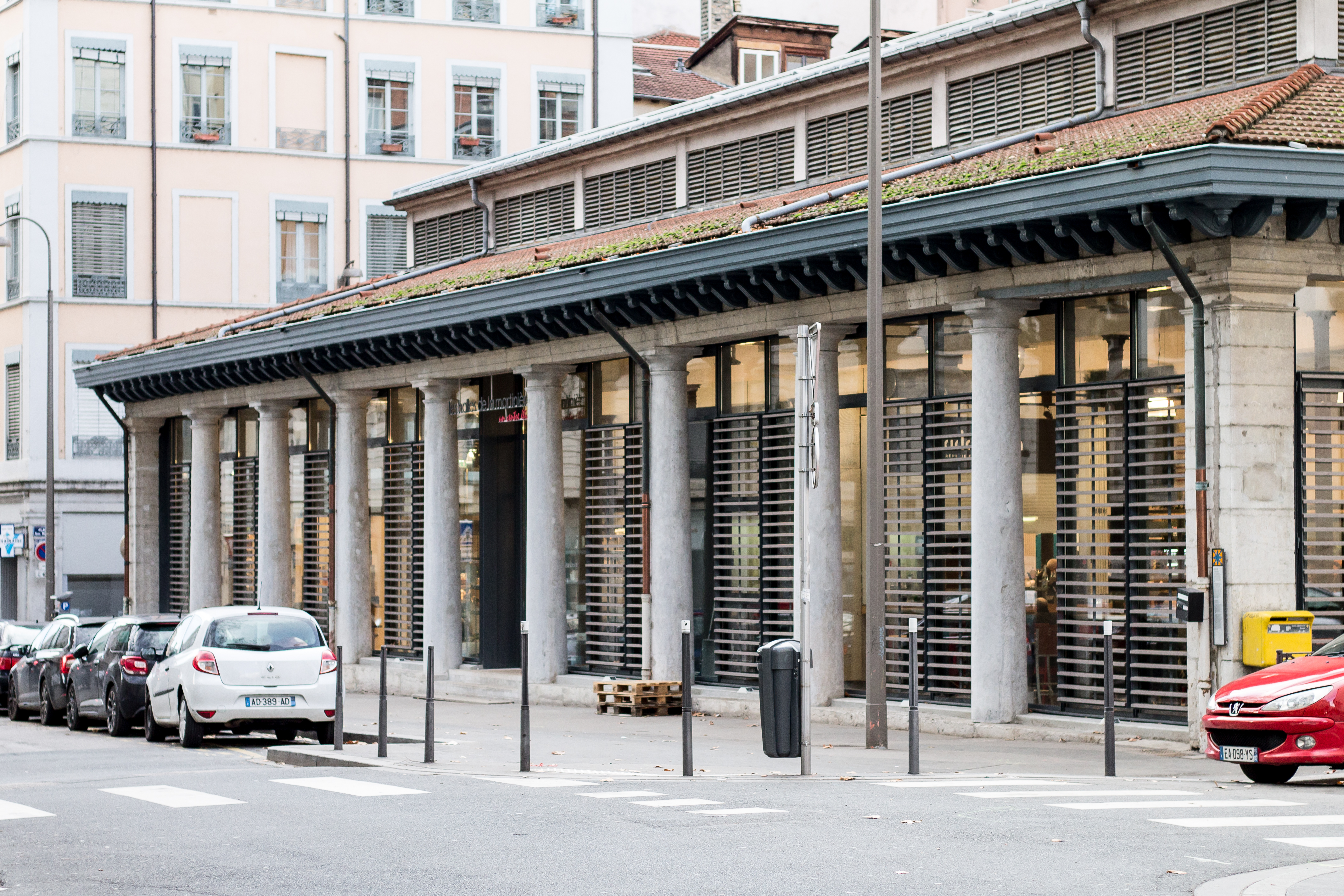
Après la rénovation terminée en 2017.